# Moorella speciosa
Moorella speciosa är en svampart som beskrevs av P.Rag. Rao & D. Rao 1964. Moorella speciosa ingår i släktet Moorella, divisionen sporsäcksvampar och riket svampar.   Inga underarter finns listade i Catalogue of Life.